# Upin & Ipin
Upin & Ipin (còn được gọi là: Upin & Ipin dan Kawan-Kawan) là series hoạt hình dài tập của hãng sản xuất Les' Copaque Production, được sản xuất từ năm 2007. Bộ phim miêu tả cuộc sống và cuộc phiêu lưu của hai người anh em song sinh Upin và Ipin trong một làng của người Malaysia.
Ban đầu thì bộ phim là dự án phụ của bộ phim hoạt hình Geng: The Adventure Begins. Upin & Ipin đã được giới thiệu trên TV9 vào ngày 13 tháng 9 năm 2007 như một chương trình đặc biệt nhân ngày lễ Ramadan / Eid-ul-fitr, kéo dài sáu tập, để dạy cho trẻ em ý nghĩa của tháng đạo Hồi. Tính đến năm 2022, bộ phim đã lên đến mùa thứ 16, bao gồm một mùa đặc biệt khác của Ramadan năm 2008 và từ năm thứ ba trở đi, tựa đề bộ phim là Upin & Ipin and Friends (rút gọn là Upin & Ipin). Loạt phim được chiếu qua Disney Channel Asia, tập trung nhiều hơn vào việc nói về cuộc sống của Upin và Ipin với bạn bè của họ trong những ngày bình thường. Hiện tại, phim đang sản xuất tới mùa thứ 16.

## Giới thiệu
Upin và Ipin là cặp song sinh 5 tuổi người Mã Lai cùng với chị gái Ros và bà Uda (tên thường gọi là Opah) trong ngôi làng Kampung Durian Runtuh (làng Chặt Sầu Riêng). Do chiến tranh, bố mẹ của họ đột ngột qua đời từ sớm (cha của Upin, Ipin và Ros là sĩ quan quân đội Malaysia). Upin và Ipin học tại Tadika Mesra (trường mầm non), nơi họ cùng với một nhóm bạn học, bao gồm cả Mei Mei, Jarjit Singh, Ehsan, Fizi (anh họ của Ehsan), Mail và Ijat. Người dạy học cho các bạn là cô Jasmin (nay là cô Melati).
Trưởng làng Kampung Durian Runtuh là Isnin bin Khamis, được biết đến nhiều hơn là ông Tok Dalang Ranggi, nhà vô địch Wayang Kulit. Ông Tok Dalang giữ một cây chôm chôm, một vườn sầu riêng cho các mục đích khác nhau, và một con gà trống tên là "Rembo". Trong số đó, các cư dân khác của ngôi làng là Muthu, chủ quán đồ ăn duy nhất của ngôi làng, sống với con trai Rajoo và con bò Sapy; Salleh (Sally), một người chuyển giới sở hữu một thư viện di động và một chiếc xe hơi; bác Ah Tong, một ông trung niên người Trung Quốc làm nghề thu nhặt ve chai. Một nhân vật mới sau đó đã được thêm vào trong series là một cô bé Indonesia tên là Susanti đã chuyển đến sống cùng gia đình mình.

## Các nhân vật chính
- Upin là nhân vật chính của series phim. Cậu là anh trai sinh đôi của Ipin chỉ sinh trước 5 phút. Cậu là một người thẳng thắn và thông minh, cậu là người đứng đằng sau những trò nghịch ngợm của cặp song sinh, điều này thường dẫn họ vào rất nhiều rắc rối. Upin rất yêu thương và luôn bảo vệ Ipin. Bạn có thể phân biệt cậu với em sinh đôi của mình bằng xoắn tóc trên đầu. Ước mơ sau này của Upin là trở thành người Malaysia thứ hai bay vào vũ trụ.
- Ipin là em trai của Upin và vui vẻ hơn. Cậu dường như hơi im lặng so với anh mình. Cậu thông minh hơn Upin. Ipin mê gà rán và có thói quen đồng ý với câu nói bằng cách nói "Betul! Betul! Betul!" ("Yes! Yes! Yes!", trước đây được gọi là "True! True! True). Ước mơ của cậu sau này là trở thành một nhà khoa học có thể chế tạo ra tàu vũ trụ.
- Ros (Kak Ros) là chị gái của Upin và Ipin. Cô có tiếng là hung dữ nhưng thực ra cô là một người yêu thương và dịu dàng. Cô ấy thích trêu chọc anh em mình khi cơ hội phát sinh. Giống như Ipin, Ros nói "Yes! Yes! Yes!" trong tập "Để dành & Tiết kiệm".
- Opah là bà của Upin, Ipin và Ros. Bà ấy tử tế và dịu dàng, rất yêu thương Upin và Ipin. Bà thường ôn tồn khuyên bảo cặp song sinh mỗi khi chúng làm gì sai. Như những người già khác trong làng, sở thích của bà là ngồi coi tivi và uống trà. Trong tập "Hoài cổ", khán giả còn được biết rằng Opah còn thích coi phim của P. Ramlee.
- Tok Dalang (tên thân thuộc là Ah Tok) là trưởng làng Durian Runtuh, và là hàng xóm thân thiết của gia đình Upin và Ipin. Ông sống trong một căn nhà xanh lam, ngay sát nhà của cặp song sinh. Ông sở hữu một vườn trái cây sau nhà và một vườn sầu riêng to lớn, cách xa nhà ông chừng vài trăm mét. Ông là một người nhã nhặn, rất yêu thương Upin và Ipin. Đồng thời, ông còn có tài làm Wau (diều lớn của người Malaysia) và là nhà vô địch sầu riêng 5 năm liền của làng. Hai điều này đã được tiết lộ trong hai tập "Cánh diều bay cao" và "Vua hoa quả"
- Mei Mei là một cô bé Mã Lai gốc Hoa dễ thương, có phong cách tốt, thích thú với người khác và học tập chăm chỉ trong trường. Cô rất thẳng thắn và thường đóng vai trò là tiếng nói của lý trí trong số bạn bè của cô .Cô bé có thể kiên nhẫn, nhưng đến một mức độ nhất định, đặc biệt là khi bạn bè của cô không hợp tác. Câu nói quen thuộc của Mei Mei là: "Tớ thích lắm! Tớ thích lắm!". Cũng chính câu này mà Mail càng ngày càng ghét cô bé hơn. Ước mơ sau này của cô là một cô giáo.
- Ehsan là một trong những người bạn của Upin và Ipin. Cậu là một cậu bé nhà giàu, rất được bố cưng chiều. Cậu có trình độ học tập ngang cỡ Mei Mei, có điều cậu không biết tính toán. Cậu rất ham ăn, ăn cái gì cũng được, trừ rau củ. Đồng thời, cậu cũng là lớp trưởng của lớp nơi Upin và Ipin theo học. Ước mơ sau này của cậu là một đầu bếp.
- Fizi là cậu bé mít ướt, khóc bất kì lúc nào cũng được mà không cần lí do. Cậu ngày nào cũng đi theo Ehsan và luôn trêu chọc cậu ấy bằng biệt danh: "Bánh ngọt". Ước mơ của cậu sau này khá đơn giản, đó là một công nhân đổ rác để bảo vệ môi trường.
- Jarjit là một cậu bé gốc Ấn Độ, có một vật tựa cái núm màu đỏ trên đầu. Câu nói quen thuộc của cậu là: "Tuyệt vời, tuyệt vời!" (Marvelous, Marvelous!) Cậu có tài làm thơ, nhưng thơ của cậu lúc nào cũng bắt đầu bằng câu: "Hai, ba.....; Ba, bốn....." Ngoài ra, cậu cũng nổi tiếng với khán giả truyền hình vì cái thói "lạc đề" khi chơi cùng các bạn của mình (Ví dụ: Trong tập "Chúng ta là một Malaysia thống nhất", thay vì chơi súng gỗ, cậu lại mang theo một cái... súng điện đồ chơi. Cũng trong tập này, để chứng minh mình là người Malaysia, cứ năm nào đến Quốc khánh Malaysia, cậu lại sang nhà ông Dalang ăn cắp mấy lá cờ rồi hét lớn: "Mình là người Malaysia!"). Ước mơ sau này của cậu là một nhà báo.
- Mail là một cậu bé đam mê kinh doanh. Cậu ngày nào cũng ra chợ phụ mẹ bán hàng, với câu nói quen thuộc là: "Hai cái một ringgit! Hai cái một ringgit!". Cậu hay bị các bạn ghét bỏ vì cái thói ki bo của mình. Cứ ai hỏi mượn thì cậu đều nói "Hai cái một ringgit". (Nay là thói quen này của cậu không còn nữa). Ước mơ của cậu là trở thành một nhà kinh doanh thành đạt và nổi tiếng như Bill Gates.
- Ijat là một cậu bé bị câm ngay từ nhỏ nên lúc nào cũng phải có Dzul - người bạn của cậu và người thông dịch đi theo. Nhờ có cô Jasmin giúp đỡ mà giờ đây cậu đã có thể nói được bình thường. Ngoài ra, cậu còn có kĩ năng nhảy dây điêu luyện và "thần thánh". Nhưng thỉnh thoảng có một vài tập thì cậu tự mình bị ngất xỉu.
- Dzul là một người bạn thân thiết của Ijat, luôn kề bên để thông dịch cho cậu. Từ ngày Ijat có thể nói được thì cậu cũng không còn đi theo Ijat nữa. Cậu rất thích rau má và điều này đã được tiết lộ trong tập "Rau lá xanh". Câu nói quen thuộc của cậu là: "Bà tớ có dạy”

## Các nhân vật khác
- Cô Jasmin (6 mùa đầu tiên) là cô giáo chủ nhiệm của lớp mà Upin và Ipin theo học. Cô dịu dàng và dễ mến, rất yêu thương học sinh. Tuy vậy, cô cũng khá là nghiêm khắc. Các học sinh rất yêu quý cô. Vì vậy, khi biết cô Jasmin sắp phải rời xa các bạn để lên thủ đô Kuala Lumpur học, Upin, Ipin và các bạn đều rất buồn nên đã tặng cô một món quà đặc biệt, đó là những kỉ niệm đáng nhớ của cô và các bạn trong một cái hộp. Lần xuất hiện cuối cùng của nhân vật này là trong mùa 6, "Cảm ơn cô giáo".
- Cô Melati (từ mùa 6 - nay) hiện đang là giáo viên chủ nhiệm của lớp Upin và Ipin. Xuất hiện từ phần cuối của tập "Cảm ơn cô giáo", cô đã gây được ấn tượng mạnh cho khán giả với vẻ ngoài trẻ trung, hoạt bát, năng nổ của mình. Phong cách nói chuyện của nhân vật này khá là trong sáng, nhanh nhạy. Tuy vậy, cô lại là "kì phùng địch thủ" của thầy Hổ ở lớp bên cạnh.
- Hiệu trưởng trường Mẫu giáo Mesra là một nhân vật còn khá bí ẩn trong phim. Tuy có thời gian xuất hiện rất ít, nhưng bà lại được khán giả nhớ đến bởi sự hung dữ "siêu hạng" và cái thân hình quá khổ của mình.
- Bác Muthu là chủ một cửa hàng đồ ăn duy nhất ở trong làng. Bác là một người kha khá nổi nóng đối với những trò nghịch ngợm của Upin, Ipin và các bạn. Tuy vậy, bác vẫn rất cưng chiều Upin và Ipin, luôn làm tất tần tật những món ăn mà cặp song sinh yêu cầu. Hai món ăn nổi tiếng của bác Muthu là: cơm chiên gà rán và ABCD (Đá bào trái cây rưới sốt sầu riêng).
- Rembo là con gà trống của nhà ông Dalang. Thỉnh thoảng thì có tập Rembo lấy tông của Upin và Ipin và mất tích.